# Marie Egeberg
Ane Marie Johansen Egeberg, född 1865, död 1952, var en dansk lokalpolitiker (Venstre), kvinnosakspolitiker och lärare. Hon bildade Dansk Kvindesamfund lokalförening i Vejle 1915 och var dess ordförande 1920-1940. Hon satt i Vejle stadsfullmäktige 1925-1929. Hon var verksam som lärare 1895-1935, och engagerad i lärarföreningen. 